# Wally Judge
Wally Judge (Jacksonville, 24 agosto 1990) è un ex cestista statunitense.